# French Open-mesterskabet i mixed double 2018
French Open-mesterskabet i mixed double 2018 var den 106. turnering om French Open-mesterskabet i mixed double. Turneringen var en del af French Open 2018 og blev spillet i Stade Roland Garros i Paris, Frankrig i perioden 30. maj - 7. juni 2018 med deltagelse af 32 par.
Mesterskabet blev vundet af Latisha Chan og Ivan Dodig, som i finalen besejrede Gabriela Dabrowski og Mate Pavić med 6-1, 6-7(5), [10-8]. Både Chan og Dodig vandt dermed en grand slam-titel i mixed double for første gang i deres karrierer, og for begge spillere var sejren endvidere deres anden grand slam-triumf i alt, eftersom Chan tidligere havde vundet US Open-mesterskabet i damedouble 2017 sammen med Martina Hingis, mens Dodigs første grand slam-sejr blev spillet hjem ved French Open-mesterskabet i herredouble 2015 med Marcelo Melo som makker.
Gabriela Dabrowski og Rohan Bopanna var forsvarende mestre, men stillede ikke op som makkere. Dabrowski dannede i stedet par med Mate Pavić og tabte som nævnt i finalen, mens Bopanna med Tímea Babos som makker blev slået ud allerede i første runde.

## Pengepræmier
Den samlede præmiesum til spillerne i mixed double androg € 460.000 (ekskl. per diem), hvilket var et fald på knap 7 % i forhold til året før.
| Resultat               | Pengepræmier | Pengepræmier | Ændring ift. 2017 |
| Resultat               | Pr. par      | Total        | Ændring ift. 2017 |
| ---------------------- | ------------ | ------------ | ----------------- |
| Vindere (1)            | € 120.000    | € 120.000    | −14,3 %           |
| Finalister (1)         | € 60.000     | € 60.000     | −14,9 %           |
| Semifinalister (2)     | € 30.000     | € 60.000     | −20,0 %           |
| Kvartfinalister (4)    | € 17.000     | € 68.000     | 0 %               |
| Tabere i 2. runde (8)  | € 9.500      | € 76.000     | +11,8 %           |
| Tabere i 1. runde (16) | € 4.750      | € 76.000     | +5,6 %            |
| Samlet præmiesum       | -            | € 460.000    | −6,9 %            |

## Turnering

### Deltagere
Turneringen havde deltagelse af 32 par, der var fordelt på:
- 26 direkte kvalificerede par.
- 6 par, der havde modtaget et wildcard.

#### Seedede spillere
Otte par blev seedet.
| Seedning | Spiller                          | Resultat     |
| -------- | -------------------------------- | ------------ |
| 1        | Gabriela Dabrowski Mate Pavić    | Finale       |
| 2        | Latisha Chan Ivan Dodig          | Vinder       |
| 3        | Xu Yifan Oliver Marach           | Anden runde  |
| 4        | Kateřina Siniaková Jamie Murray  | Første runde |
| 5        | Andreja Klepač Jean-Julien Rojer | Anden runde  |
| 6        | Chan Hao-Ching Michael Venus     | Første runde |
| 7        | Tímea Babos Rohan Bopanna        | Første runde |
| 8        | Anna-Lena Grönefeld Robert Farah | Semifinale   |

#### Wildcards
Seks par modtog et wildcard til turneringen.
| Spillere                            | Resultat     |
| ----------------------------------- | ------------ |
| Tessah Andrianjafitrimo Ugo Humbert | Første runde |
| Sara Cakarevic Alexandre Müller     | Første runde |
| Fiona Ferro Evan Furness            | Første runde |
| Kristina Mladenovic Alexis Musialek | Anden runde  |
| Chloé Paquet Benoît Paire           | Første runde |
| Pauline Parmentier Grégoire Barrère | Første runde |

### Resultater
| Gabriela Dabrowski |
| Mate Pavić         |

| Pauline Parmentier |
| Grégoire Barrère   |

| Gabriela Dabrowski |
| Mate Pavić         |

| A. Sestini Hlaváčková |
| Édouar Roger-Vasselin |

| A. Sestini Hlaváčková |
| Édouar Roger-Vasselin |

| Chloé Paquet |
| Benoît Paire |

| Gabriela Dabrowski |
| Mate Pavić         |

| Kristina Mladenovic |
| Alexis Musialek     |

| Demi Schuurs     |
| Matwé Middelkoop |

| Anabel Medina Garrigues |
| Marcel Granollers       |

| Kristina Mladenovic |
| Alexis Musialek     |

| Demi Schuurs     |
| Matwé Middelkoop |

| Demi Schuurs     |
| Matwé Middelkoop |

| Chan Hao-Ching |
| Michael Venus  |

| Gabriela Dabrowski |
| Mate Pavić         |

| Kateřina Siniaková |
| Jamie Murray       |

| Katarina Srebotnik |
| Santiago González  |

| M.J. Martínez Sánchez |
| Marcelo Demoliner     |

| M.J. Martínez Sánchez |
| Marcelo Demoliner     |

| Johanna Konta  |
| Dominic Inglot |

| Johanna Konta  |
| Dominic Inglot |

| Fiona Ferro  |
| Evan Furness |

| M.J. Martínez Sánchez |
| Marcelo Demoliner     |

| Katarina Srebotnik |
| Santiago González  |

| Katarina Srebotnik |
| Santiago González  |

| Shuko Aoyama |
| Divij Sharan |

| Katarina Srebotnik |
| Santiago González  |

| Jeļena Ostapenko |
| Maks Mirnyj      |

| Andreja Klepač    |
| Jean-Julien Rojer |

| Andreja Klepač    |
| Jean-Julien Rojer |

| Gabriela Dabrowski |
| Mate Pavić         |

| Anna-Lena Grönefeld |
| Robert Farah        |

| Latisha Chan |
| Ivan Dodig   |

| CoCo Vandeweghe |
| Rajeev Ram      |

| Anna-Lena Grönefeld |
| Robert Farah        |

| Alla Kudrjavtseva |
| Nikola Mektić     |

| Alla Kudrjavtseva |
| Nikola Mektić     |

| Yang Zhaoxuan        |
| Aisam-ul-Haq Qureshi |

| Anna-Lena Grönefeld |
| Robert Farah        |

| Abigail Spears       |
| Juan Sebastián Cabal |

| Abigail Spears       |
| Juan Sebastián Cabal |

| Květa Peschke    |
| Marcin Matkowski |

| Abigail Spears       |
| Juan Sebastián Cabal |

| Mihaela Buzărnescu |
| Henri Kontinen     |

| Xu Yifan      |
| Oliver Marach |

| Xu Yifan      |
| Oliver Marach |

| Anna-Lena Grönefeld |
| Robert Farah        |

| Tímea Babos   |
| Rohan Bopanna |

| Latisha Chan |
| Ivan Dodig   |

| Zhang Shuai |
| John Peers  |

| Zhang Shuai |
| John Peers  |

| Tessah Andianjafitrimo |
| Ugo Humbert            |

| Nicole Melichar |
| Alexander Peya  |

| Nicole Melichar |
| Alexander Peya  |

| Nicole Melichar |
| Alexander Peya  |

| Sara Cakarevic   |
| Alexandre Müller |

| Latisha Chan |
| Ivan Dodig   |

| Vania King    |
| Franko Škugor |

| Vania King    |
| Franko Škugor |

| Makoto Ninomiya |
| Ben McLachlan   |

| Latisha Chan |
| Ivan Dodig   |

| Latisha Chan |
| Ivan Dodig   |